# Mikayıl Müşfiq
Mikayıl Mirzə Əbdülqadir oğlu İsmayılzadə, noto anche con lo pseudonimo di Mikayıl Müşfiq (in azero Микајыл Мирзә Әбдүлгадир оғлу Исмајылзадә, Mikayil Mirza Ismayilzade; Baku, 5 giugno 1908 – Baku, 6 gennaio 1938), è stato un poeta, traduttore e pedagogo azero e sovietico.
È uno dei poeti che ha avuto un ruolo importante nello sviluppo della poesia moderna azera. È autore di molte poesie sull'amore e sulla bellezza. Le sue poesie hanno anche espresso opinioni su questioni sociali e culturali. Fu vittima del grandi purghe e fu fucilato nel 1938. Fu assolto dopo la sua morte il 23 maggio 1956 per decisione del Consiglio militare della Corte suprema dell'URSS.
Con la Decisione n. 211 del Consiglio dei ministri dell'Azerbaigian del 7 maggio 2019, le opere di Mikayıl Müşfiq sono state incluse nell'elenco degli autori le cui opere sono state dichiarate proprietà statale nella Repubblica dell'Azerbaigian.

## Biografia
Mikayıl Müşfiq è nato a Baku, nell'Impero russo nel 1908. Suo padre Mirzə Əbdülqadir İsmayılzadə era insegnante e poeta. Ha perso i suoi genitori nella prima infanzia, quindi è stato cresciuto dai suoi parenti. Ha ricevuto la sua istruzione elementare presso la scuola di lingua russa a Baku. Dopo l'istituzione dell'Unione Sovietica in Azerbaigian nel 1920, studiò alla Scuola per insegnanti a Baku e, nel 1931, si laureò presso il Dipartimento di Lingua e Letteratura della Università statale di Baku. Müşfiq sposò Dilbər Axundzadə nel 1933.
Mikayıl ha iniziato la sua carriera professionale come insegnante di scuola. Mentre era coinvolto nell'insegnamento, ha iniziato a scrivere poesie. La sua prima poesia Bir Gün ("Il giorno") fu pubblicata sul giornale Gənc fəhlə a Baku nel 1926. In quel periodo, adottò il nome in penna Müşfiq (perso-arabo per "tenero cuore"). Insieme a Səməd Vurğun e Rəsul Rza, Mikayıl Müşfiq divenne uno dei fondatori del nuovo stile poetico sovietico azero negli anni '30. Ha tradotto anche un certo numero di poesie dal russo. Mikayıl Müşfiq era un attivo propagandista degli strumenti musicali tradizionali azeri, che a quel tempo erano stati proibiti.
Nella sua poesia, Mushfig esaltò il lavoro di operai e contadini industriali e lodò la costruzione di imprese industriali a Baku e in altre città. Secondo la moglie di Mushfiq, Dilbər Axundzadə, Mikayil ha accolto con favore il passaggio dalla scrittura perso-araba a quella latina avvenuta in Azerbaigian nel 1927.
Quando Iosif Stalin e Mir Cəfər Bağırov decretarono che gli strumenti musicali tradizionali azeri, incluso il tar, dovevano essere banditi, Mushfig scrisse una poesia in risposta intitolata "Oxu, tar, oxu tar" (Leggi, tar, leggi tar). La popolarità della sua poesia ha convinto le autorità a revocare il divieto di Tar.